# Poca (Virgínia Ocidental)
Poca é uma cidade  localizada no estado norte-americano de Virgínia Ocidental, no Condado de Putnam.

## Demografia
Segundo o censo norte-americano de 2000, a sua população era de 1013 habitantes.
Em 2006, foi estimada uma população de 1032, um aumento de 19 (1.9%).

## Geografia
De acordo com o United States Census Bureau tem uma área de
1,9 km², dos quais 1,5 km² cobertos por terra e 0,4 km² cobertos por água.

## Localidades na vizinhança
O diagrama seguinte representa as localidades num raio de 12 km ao redor de Poca.